# Carlsonia perturbator
Carlsonia perturbator är en stekelart som först beskrevs av Heinrich 1971.  Carlsonia perturbator ingår i släktet Carlsonia och familjen brokparasitsteklar. Inga underarter finns listade.